# Uri Zwick
Pour les articles homonymes, voir Zwick.
Uri Zwick est un informaticien théoricien et mathématicien israélien connu pour ses contributions aux  algorithmes sur les graphes, en particulier sur les distances dans un graphe et sur la technique dite de  codage par couleur (en) pour le problème de l'isomorphisme de sous-graphes. 

## Carrière
Zwick obtient un Bachelor au Technion, complété par un doctorat à l’université de Tel Aviv en 1989 sous la direction de Noga Alon. Il est actuellement professeur en informatique à l’université de Tel Aviv.

## Recherche
Zwick travaille en algorithmique et complexité, sur les algorithmes d’approximation, algorithmes parallèles et en ligne, les structures de données, l'optimisation combinatoire, jeux mathématiques et mathématiques récréatives, et des problèmes spécifiques comme la multiplication de matrices, la recherche de motifs, le routage. Zwick a passé deux années en postdoc à l’université de Warwick, et collabore depuis fréquemment avec Mike Paterson.
Avec Howard Karloff, il est l’auteur de l’algorithme de Karloff-Zwick (en) d’approximation du problème MAX-3SAT (en) relevant de la problématique du problème SAT. Pour leurs travaux sur le « Overhang », c'est-à-dire le problème d'empilage de blocs, lui et ses coauteurs Mike Patterson, Yuval Peres, Mikkel Thorup et Peter Winkler sont les récipiendaires du prix David P. Robbins en 2011,. Il est lauréat de la Chaire d'Excellence de la FSMP en 2018.